# Lista över städer i England
Det här är en lista över städer med stadsrättigheter i England. I England, Wales och Nordirland finns två nivåer av stadsrättigheter: town är vilken typ av bebyggelse som helst som genom ett kungabrev, town charter, erkänts som sådan eller (sedan 1974) själv deklarerat sig som sådan, medan city är en högre värdighet som traditionellt endast tillerkänts stiftsstäder, men som idag även tilldelats vissa andra städer.
I listan har towns som också är cities markerats med fet text.

## A
Abingdon-on-Thames, Accrington, Acle, Acton, Adlington, Alcester, Aldeburgh, Aldershot, Alford, Alfreton, Alnwick, Alsager, Alston, Alton, Altrincham, Amble, Ambleside, Amersham, Amesbury, Ampthill, Andover, Appleby-in-Westmorland, Arlesey, Arundel, Ashbourne, Ashburton, Ashby-de-la-Zouch, Ashby Woulds, Ashford, Ashington, Ashton-under-Lyne, Askern, Aspatria, Atherstone, Attleborough, Axbridge, Axminster, Aylesbury, Aylsham

## B
Bacup, Bakewell, Banbury, Barking, Barnard Castle, Barnes, Barnet, Barnoldswick, Barnsley, Barnstaple, Barrow-in-Furness, Barton-upon-Humber, Basingstoke, Bath, Batley, Battle, Bawtry, Beaconsfield, Beaminster, Bebington, Beccles, Beckenham, Bedale, Bedford, Bedworth, Belper, Bentham, Berkeley, Berkhamsted, Berwick-upon-Tweed, Beverley, Bewdley, Bexhill-on-Sea, Bexley, Bicester, Biddulph, Bideford, Biggleswade, Billericay, Billingham, Bilston, Bingham, Bingley, Birchwood, Birkenhead, Birmingham, Bishop Auckland, Bishop's Castle, Bishop's Stortford, Bishop's Waltham, Blackburn, Blackpool, Blackrod, Blackwater and Hawley, Blandford Forum, Bletchley and Fenny Stratford, Blyth, Bodmin, Bognor Regis, Bollington, Bolsover, Bolton, Bootle, Boroughbridge, Boston, Bottesford, Bourne, Bournemouth, Bovey Tracey, Brackley, Bradford, Bradford-on-Avon, Brading, Bradley Stoke, Bradninch, Braintree, Brampton, Brandon, Braunstone, Brentford, Brentwood, Bridgnorth, Bridgwater, Bridlington, Bridport, Brierfield, Brierley, Brigg, Brighouse, Brightlingsea, Brighton and Hove, Bristol, Brixham, Broadstairs and St. Peters, Bromborough, Bromley, Bromsgrove, Bromyard and Winslow, Broseley, Broughton, Broughton-in-Furness, Bruton, Buckfastleigh, Buckingham, Bude-Stratton, Budleigh Salterton, Bulwell, Bungay, Buntingford, Burford, Burgess Hill, Burgh-le-Marsh, Burnham-on-Crouch, Burnham-on-Sea and Highbridge, Burnley, Burntwood, Burton Latimer, Burton-upon-Trent, Bury, Bury St Edmunds, Bushey, Buxton

## C
Caistor, Callington, Calne, Camborne, Cambridge, Camelford, Cannock, Canterbury, Canvey Island, Carlisle, Carlton Colville, Carnforth, Carterton, Castle Cary, Castleford, Chagford, Chapel-en-le-Frith, Chard, Charlbury, Chatham, Chatteris, Cheadle, Chelmsford, Cheltenham, Chertsey, Chesham, Cheshunt, Chester, Chesterfield, Chester-le-Street, Chichester, Chickerell, Chingford, Chippenham, Chipping Campden, Chipping Norton, Chipping Sodbury, Chorley, Chorleywood, Christchurch, Chudleigh, Chulmleigh, Church Stretton, Cinderford, Cirencester, Clare, Clay Cross, Cleator Moor, Cleethorpes, Cleobury Mortimer, Clevedon, Clitheroe, Clun, Cockermouth, Coggeshall, Colchester, Coleford, Coleshill, Colne, Colyton, Congleton, Conisbrough, Corbridge, Corby, Corringham, Corsham, Cotgrave, Coventry, Cowes, Cramlington, Cranbrook, Craven Arms, Crawley, Crediton, Crewe, Crewkerne, Cricklade, Cromer, Crosby, Crowborough, Croydon, Crowland, Crowle, Cullompton

## D
Dagenham, Dalton Town with Newton, Darley Dale, Darlington, Dartford, Dartmouth, Darwen, Daventry, Dawlish, Deal, Derby, Dereham, Desborough,  Devizes, Dewsbury, Didcot, Dinnington St John's, Diss, Doncaster, Dorchester, Dorking,  Dover, Dovercourt, Downham Market, Driffield, Droitwich Spa, Dronfield, Dudley, Dukinfield, Dulverton, Dunstable, Dunwich, Durham, Dursley

## E
Ealing, Earl Shilton, Earley, Easingwold, East Cowes, East Grinstead, East Ham, Eastbourne, Eastleigh, East Retford, Eastwood, Eccles, Eccleshall, Edenbridge, Edgware, Edmonton, Egremont, Elland, Ellesmere, Ellesmere Port, Elstree and Borehamwood, Ely, Emsworth, Enfield, Epping, Epworth, Erith, Eton, Evesham, Exeter, Exmouth, Eye

## F
Fairford, Fakenham, Falmouth, Fareham, Faringdon, Farnham, Faversham, Fazeley, Featherstone, Felixstowe, Ferndown, Ferryhill, Filey, Filton, Finchley, Fleet, Fleetwood, Flitwick, Folkestone, Fordbridge, Fordingbridge, Fordwich, Formby, Fowey, Framlingham, Frinton and Walton, Frodsham, Frome

## G
Gainsborough, Garstang, Gateshead, Gillingham (Dorset), Gillingham (Kent), Glastonbury, Glossop, Gloucester, Godalming, Godmanchester, Goole, Gorleston, Gosport, Grange-over-Sands, Grantham, Gravesend, Grays, Great Dunmow, Great Torrington, Great Yarmouth, Greater Willington, Grimsby, Guildford, Guisborough

## H
Hadleigh, Hailsham, Halesowen, Halesworth, Halifax, Halstead, Haltwhistle, Harlow, Harpenden, Harrogate, Harrow, Hartland, Hartlepool, Harwich, Harworth and Bircotes, Haslemere, Haslingden, Hastings, Hatfield (Hertfordshire), Hatfield, South Yorkshire, Hatherleigh, Havant, Haverhill, Haxby, Hayle, Haywards Heath, Heanor and Loscoe, Heathfield, Hebden Royd, Hedge End, Hednesford, Hedon, Helmsley, Helston, Hemel Hempstead, Hemsworth, Hendon, Henley-in-Arden, Henley-on-Thames, Hereford, Hertford, Hessle, Hetton, Hexham, Heywood, Higham Ferrers, Highworth, High Wycombe, Hinckley, Hingham, Hitchin, Hoddesdon, Holbeach, Holsworthy, Holt, Honiton, Horley, Horncastle, Hornsea, Hornsey, Horsforth, Horwich, Houghton Regis, Houghton-le-Spring, Howden, Huddersfield, Hungerford, Hunstanton, Huntingdon, Hyde, Hythe

## I
Ilford, Ilfracombe, Ilkeston, Ilkley, Ilminster, Immingham, Ingleby Barwick, Ipswich, Irthlingborough, Ivybridge

## J
Jarrow

## K
Keighley, Kempston, Kendal, Kenilworth, Kesgrave, Keswick, Kettering, Keynsham, Kidderminster, Kidsgrove, Kimberley, Kingsbridge, King's Lynn, Kingston upon Hull, Kingston upon Thames, Kington, Kirkby-in-Ashfield, Kirkby Lonsdale, Kirkby Stephen, Kirkbymoorside, Kirkham, Kirton-in-Lindsey, Knaresborough, Knottingley, Knutsford

## L
Lancaster, Langport, Launceston, Leatherhead, Lechlade, Ledbury, Leeds, Leek, Leicester, Leigh, Leighton-Linslade, Leigh-on-Sea, Leiston, Leominster, Letchworth Garden City, Lewes, Leyburn, Leyton, Lichfield, Lincoln, Liskeard, Littlehampton, Liverpool, London, Loddon, Loftus, Long Sutton, Longridge, Longtown, Looe, Lostwithiel, Loughborough, Loughton, Louth, Lowestoft, Ludgershall, Ludlow, Luton, Lutterworth, Lydd, Lydney, Lyme Regis, Lynton and Lynmouth, Lytham St Annes

## M
Mablethorpe and Sutton, Macclesfield, Madeley, Maghull, Maidenhead, Maidstone, Maldon, Malmesbury, Maltby, Malton, Malvern, Manchester, Manningtree, Mansfield, Marazion, March, Margate, Market Bosworth, Market Deeping, Market Drayton, Market Harborough, Market Rasen, Market Weighton, Marlborough, Marlow, Maryport, Masham, Matlock, Medlar-with-Wesham, Melksham, Meltham, Melton Mowbray, Mere, Middleham, Middlesbrough, Middleton, Middlewich, Midhurst, Midsomer Norton, Mildenhall, Millom, Minchinhampton, Minehead, Minster, Mirfield, Mitcham, Mitcheldean, Morecambe, Moretonhampstead, Moreton-in-Marsh, Morley, Morpeth, Mossley, Much Wenlock

## N
Nailsea, Nailsworth, Nantwich, Needham Market, Nelson, Neston, New Alresford, New Mills, New Milton, New Romney, Newark-on-Trent, Newbiggin-by-the-Sea, Newbury, Newcastle-under-Lyme, Newcastle-upon-Tyne, Newent, Newhaven, Newlyn, Newmarket, Newport (Isle of Wight), Newport (Shropshire), Newport Pagnell, Newquay, Newton Abbot, Newton-le-Willows, Normanton, North Hykeham, North Petherton, North Tawton, North Walsham, Northallerton, Northam, Northampton, Northfleet, Northleach with Eastington, Northwich, Norton-on-Derwent, Norton Radstock, Norwich, Nottingham, Nuneaton

## O
Oakengates, Oakham, Okehampton, Oldbury, Oldham, Ollerton and Boughton, Olney, Ongar, Orford, Ormskirk, Ossett, Oswestry, Otley, Ottery St Mary, Oundle, Oxford

## P
Paddock Wood, Padiham, Padstow, Paignton, Painswick, Partington, Patchway, Pateley Bridge, Peacehaven, Penistone, Penkridge, Penrith, Penryn, Penwortham, Penzance, Pershore, Peterborough, Peterlee, Petersfield, Petworth, Pickering, Plymouth, Pocklington, Polegate, Pontefract, Ponteland, Poole, Porthleven, Portishead and North Weston, Portland, Portsmouth, Potton, Poynton-with-Worth, Preesall, Prescot, Preston, Princes Risborough, Prudhoe, Pudsey

## Q
Queenborough

## R
Ramsey, Ramsgate, Raunds, Rawtenstall, Rayleigh, Reading, Redcar, Redenhall with Harleston, Redruth, Reepham, Reigate, Richmond (North Yorkshire), Richmond (Greater London), Ringwood, Ripley, Ripon, Rochdale, Rochester, Rochford, Romford, Romsey, Ross-on-Wye, Rothbury, Rotherham, Rothwell (Northamptonshire), Rothwell (West Yorkshire), Rowley Regis, Royal Leamington Spa, Royal Sutton Coldfield, Royal Tunbridge Wells, Royal Wootton Bassett, Royston, Rugby, Rugeley, Rushden, Ryde, Rye

## S
Saffron Walden, St Albans, St Austell, St. Blaise, St Columb Major, St Helens, St Ives (Cambridgeshire), St Ives (Cornwall), St Just-in-Penwith, St Mawes, St Neots, Salcombe, Sale, Salford, Salisbury, Saltash, Sandbach, Sandhurst, Sandiacre, Sandown, Sandwich, Sandy, Sawbridgeworth, Saxmundham, Scarborough, Scunthorpe, Seaford, Seaham, Seaton, Sedbergh,  Selby, Selsey, Settle, Sevenoaks, Shaftesbury, Shanklin, Sheffield, Shefford, Shepshed, Shepton Mallet, Sherborne, Sheringham, Shifnal, Shildon, Shipston-on-Stour, Shirebrook, Shoreham-by-Sea, Shrewsbury, Sidmouth, Silloth, Silsden, Skegness, Skelton-in-Cleveland, Skipton, Sleaford, Slough, Smethwick, Snaith and Cowick, Snodland, Soham, Solihull, Somerton, South Elmsall, South Kirkby and Moorthorpe, South Molton, South Petherton, South Shields, South Woodham Ferrers, Southall, Southam, Southampton, Southborough, Southend-on-Sea, Southgate, Southminster, Southport, Southsea, Southwell, Southwick, Southwold, Spalding, Spennymoor, Spilsby, Stafford, Staines, Stainforth, Stalbridge, Stalham, Stalybridge, Stamford, Stanley, Stapleford, Staveley, Stevenage, Steyning, St Mary Cray, Stockport, Stocksbridge, Stockton-on-Tees, Stoke-on-Trent, Stone, Stokesley, Stonehouse, Stony Stratford, Stotfold, Stourbridge, Stourport-on-Severn, Stowmarket, Stow-on-the-Wold, Stratford-upon-Avon, Stretford, Strood, Stroud, Sturminster Newton, Sudbury, Sunderland, Surbiton, Swaffham, Swanage, Swanley, Swanscombe and Greenhithe, Swindon, Syston

## T
Tadcaster, Tadley, Tamworth, Taunton, Tavistock, Teignmouth, Telscombe, Tenbury Wells, Tenterden, Tetbury, Tewkesbury, Thame, Thatcham, Thaxted, Thetford, Thirsk, Thornaby-on-Tees, Thornbury, Thorne, Thorpe St Andrew, Thrapston, Tickhill, Tidworth, Tilbury, Tipton, Tisbury, Tiverton, Todmorden, Tonbridge, Topsham, Torpoint, Torquay, Totnes, Tottenham, Totton and Eling, Tow Law, Towcester, Tring, Trowbridge, Truro, Twickenham, Tynemouth

## U
Uckfield, Ulverston, Uppingham, Upton upon Severn, Uttoxeter, Uxbridge

## V
Ventnor, Verwood

## W
Wadebridge, Wadhurst, Wainfleet All Saints, Wakefield, Wallasey, Wallsend, Wallingford, Walsall, Waltham Abbey, Waltham Cross, Walthamstow, Walton-on-Thames, Wantage, Ware, Wareham, Warminster, Warrington, Warwick, Watchet, Watford, Wath upon Dearne, Watlington, Watton, Wellingborough, Wellington (Shropshire), Wellington (Somerset), Wells, Wells-next-the-Sea, Wem, Wembley, Wendover, West Bromwich, West Ham, West Malling, West Mersea, Westbury, Westerham, Westhoughton, Westminster, Weston-super-Mare, Wetherby, Weybridge, Weymouth, Whaley Bridge, Whitby, Whitchurch (Hampshire), Whitchurch (Shropshire), Whitehaven, Whitehill, Whitnash, Whittlesey, Whitworth, Wickham, Wickwar,  Widnes, Wigan, Wigton, Willenhall, Willesden, Wilton, Wimborne Minster, Wincanton, Winchcombe, Winchelsea, Winchester, Windermere, Windsor, Winsford, Winslow, Winterton, Wirksworth, Wisbech, Witham, Withernsea, Witney, Wiveliscombe, Wivenhoe, Woburn, Woburn Sands, Woking, Wokingham, Wolsingham, Wolverhampton, Wolverton and Greenleys, Wood Green, Woodbridge, Woodley, Woodstock, Wooler, Worcester, Workington, Worksop, Worthing, Wotton-under-Edge, Wragby, Wymondham

## Y
Yarm, Yarmouth, Yate, Yateley, Yeovil, York